# Osilo
Osilo è un comune italiano di 2 760 abitanti della città metropolitana di Sassari in Sardegna.

## Geografia fisica

### Territorio
Situato a 672 metri sul livello del mare, è il quarto centro più alto della provincia dopo Pattada, Buddusò e Alà dei Sardi. Insieme ai colli di Sant'Antonio e Bonaria il comune è ubicato nella più settentrionale delle tre cime del monte Tuffudesu. Nel territorio del comune sorgono le frazioni di Santa Vittoria, San Lorenzo e San Lorenzo Valle dove si concentra circa l'8% della popolazione del paese.

## Storia

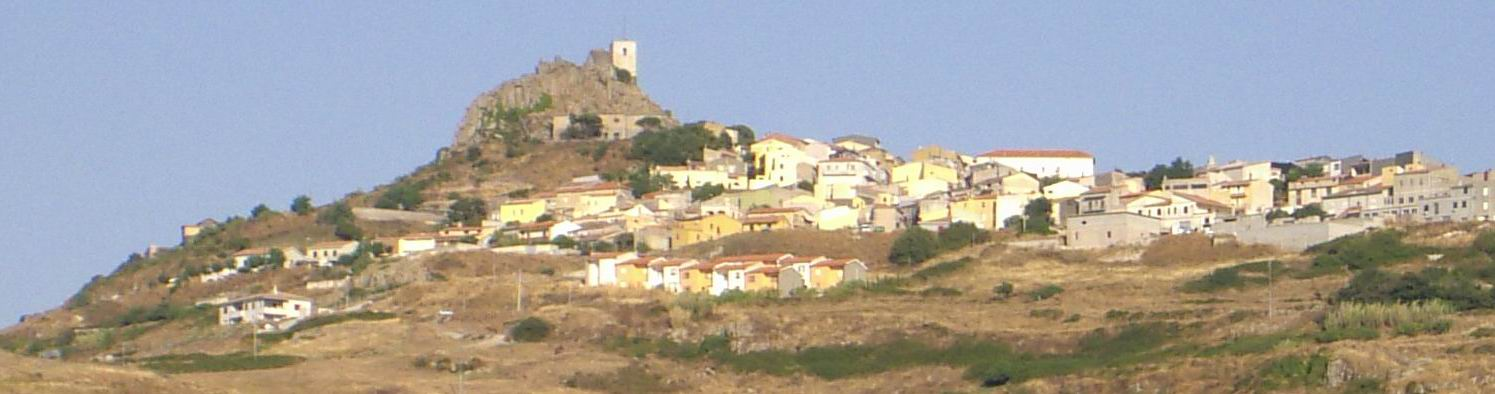
Castello di Osilo

L'area fu abitata già in epoca nuragica, per la presenza sul territorio di numerosi nuraghi.
Nel medioevo fece parte del Giudicato di Torres, nella curatoria di Romangia. Nello stesso territorio sorgevano allora diversi villaggi, tra i quali era importante quello di Tilikennor, nella vallata di Acchettas, identificabile con i ruderi della chiesa di San Pietro de su Littu. Alla caduta del giudicato (1259) passò ai Malaspina, che vi edificarono un imponente castello. Quando gli Aragonesi (intorno al 1324) si impossessarono dell'Isola, Osilo e il castello vennero riconosciuti dal re d'Aragona ai Malaspina. Nel 1326 però tanto il castello quanto il borgo vennero ceduti dai sovrani aragonesi. Nel 1342 Giovanni Malaspina, prima di morire, confermò al re Pietro IV il cerimonioso la cessione. Scoppiò allora una guerra tra gli aragonesi da una parte e Azzone e Federico Malaspina dall'altra, che, non riconoscendo la concessione di Giovanni, assediarono il castello. Gli aragonesi ebbero la peggio, i Malaspina lo occuparono e nel 1345 lo vendettero ai Doria con il borgo. Il castello, ripreso dalle truppe del re d'Aragona nel 1352, nel corso della guerra tra Arborea e Aragona, venne occupato dal Giudice di Arborea Mariano IV e poi più tardi dalla giudicessa Eleonora. Venne riconquistato infine dal re aragonese Giovanni I il cacciatore nel 1392, e dato in feudo insieme al borgo ad Angelo Cau di Sassari. Nel XIV secolo il castello aveva un castellano, quattordici serventi, un servente di guardia ed un portiere, mentre il paese aveva 150 uomini capaci alle armi. Nel 1447 Osilo, già baronia, venne venduto dal feudatario a Raimondo di Rivosecco. Nel 1767 la baronia fu trasformata in contea e concessa in feudo a Maria Pimentel. Dai Pimentel il paese passò ai Tellez-Giron di Alcantara, ai quali fu riscattato nel 1839 con la soppressione del sistema feudale.

## Monumenti e luoghi d'interesse

### Architetture religiose
Le chiese di Osilo sono 36. Tra le più importanti:
- la chiesa di San Maurizio, in stile gotico-catalano;
- la chiesa di San Lorenzo, ubicata nell'omonima frazione;
- la chiesa di Santa Vittoria 'e sa Rocca, ubicata nell'omonima frazione;
- la chiesa dell'Immacolata Concezione, chiesa parrocchiale dedicata alla santa patrona;
- la chiesa di Santa Croce, ubicata vicino alla parrocchiale, sede diversi anni fa del cinema parrocchiale;
- la chiesa del Rosario, particolarità gli archi che ne caratterizzano l'ingresso le cosiddette lolle;
- la chiesa di Babbu Eternu, restaurata di recente, si trova nelle vicinanze del cimitero;
- la chiesa di Santa Lucia, ubicata nelle vicinanze del complesso scolastico;
- la chiesa di Sant'Antonio, ubicata nella periferia del borgo, alle pendici del Tuffudesu;
- la chiesa di Nostra Signora di Bonaria, ubicata sul colle più alto del Tuffudesu, da cui si gode una vista che supera i cento chilometri, fino all'Asinara, Badde Urbara e la Corsica.

### Architetture civili
- Castello dei Malaspina sul monte Tuffudesu di età incerta, nel 1272 compare tra i possedimenti della famiglia Lunigiana Malaspina.
- Palazzotto Satta simbolo postmedievale della cittadina.
- Mulini di San Lorenzo, fondamentali per l'economia locale tra il XIII e il XIV secolo.

## Società

### Evoluzione demografica
Abitanti censiti

### Lingue e dialetti
La variante del sardo parlata a Osilo è quella logudorese settentrionale.

## Cultura

### Gastronomia
Osilo è la patria del pecorino di Osilo, formaggio riconosciuto a livello internazionale, il cui marchio DOP è in via di definizione. Il formaggio è stato inserito nella prestigiosa lista dei Presidii di Slow Food, riconoscimento riservato a soli sette alimenti in Sardegna, e a soli tre formaggi (insieme a casizolu e Fiore Sardo).

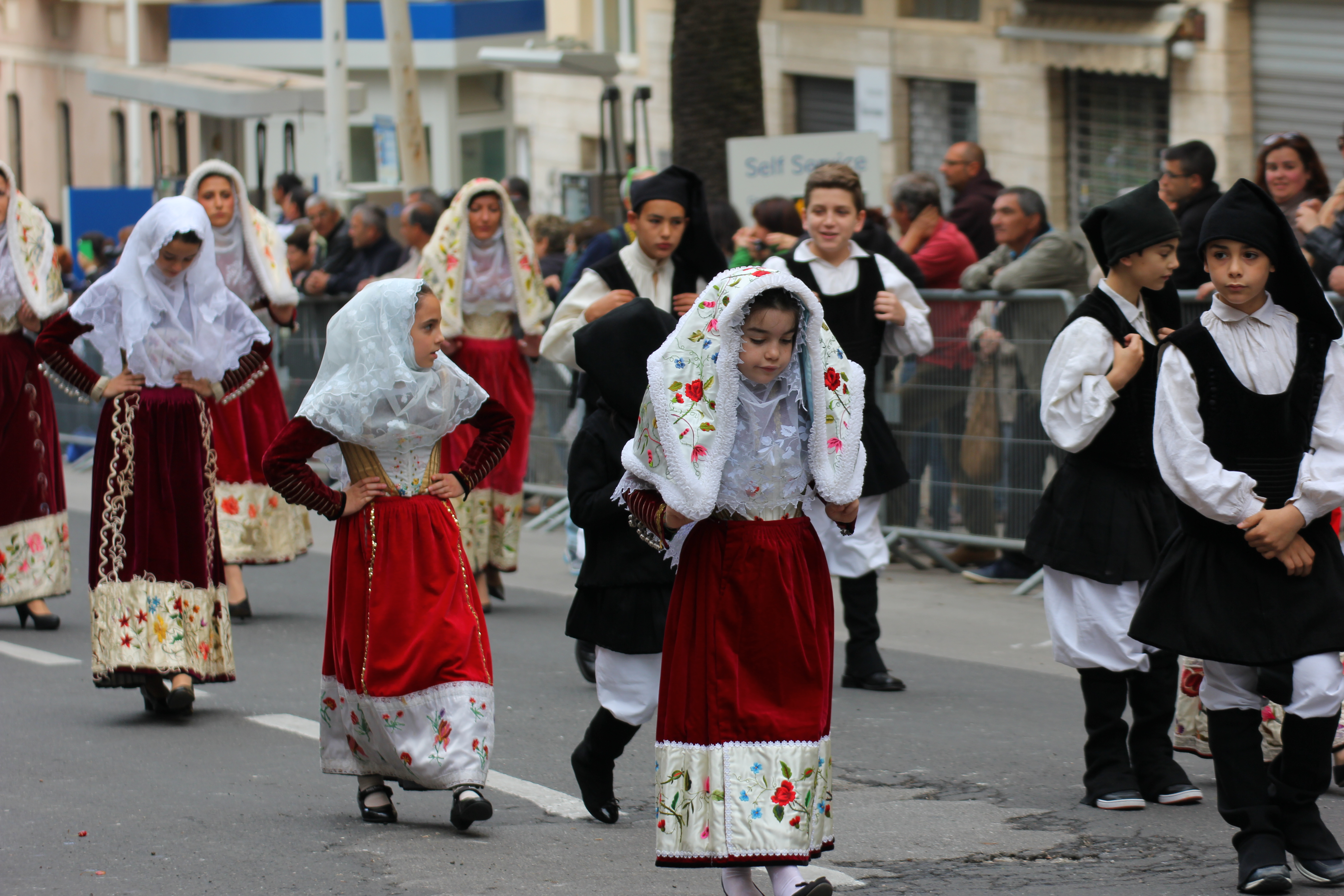
Costume tradizionale

Altro fiore all'occhiello del paese sono le formaggelle (in osilese: casadinas). Dolce tradizionale fatto col formaggio a pasta semicotta, lo stesso che si usa per le famose seadas di Mamoiada.

### Feste e tradizioni
La corsa all'anello, seguitissima gara di abilità a cavallo, richiama ogni anno un numeroso pubblico. Il cavaliere, obbligatoriamente vestito col costume tradizionale di uno dei centri dell'Isola, lanciato al galoppo il suo cavallo, deve infilare uno spadino di legno in uno dei tre anelli sospesi lungo un tracciato rettilineo. Si parte uno per volta e il centro è valido solo se lo spadino rimane infilato in uno degli anelli sospesi lungo il rettilineo di 100 metri che costituisce il percorso. Da non confondere con la Sartiglia, che ha tutt'altro spirito, la corsa all'anello è una festa conosciuta da sempre. Dall'inizio degli anni novanta l'amministrazione comunale ha lavorato per dargli importanza e fama. La gara si svolge il 12 agosto

### Teatro e cinema
Tra le realtà più importanti della cultura osilese si segnala l'attività della Compagnia Cinema Teatro Osilo. La compagnia è nata dalla fusione del gruppo "Cinematografico" col gruppo teatrale "Ojos de amore". Dal 1999 ha realizzato diversi lungometraggi, cortometraggi, rassegne teatrali, serate a tema e, tra gli ultimi lavori, opere teatrali in lingua sarda.

### Eventi
- Sfilata dei carri di carnevale - Sabato di Pentolaccia
- S'iscravamentu, deposizione di Cristo dalla croce - venerdì santo
- Sant'Antonio - 13 giugno
- Fuochi di san Giovanni - 24 giugno
- Sa Madalena - 22 luglio
- Corsa all'anello - 12 agosto

## Economia
La principale voce dell'economia osilese è rappresentata dall'agricoltura e dall'allevamento ovino. Il noto laboratorio artigiano, riconosciuto dalla Regione Sardegna, è stato chiuso nel 2008. Produceva manufatti come tappeti e altri tessuti,  e vantava il marchio I.S.O.L.A. rilasciato dalla Regione.
L'industria lattierocasearia vanta circa 250 aziende, tutte a conduzione individuale o familiare, che producono formaggio, ricotta, ricotta mustia (affumicata) e agnelli, in particolare l'Agnello di Sardegna IGP. Queste imprese hanno però un potenziale economico molto ridotto giacché solo cinque aziende, al momento, possono commercializzare i loro formaggi col marchio CEE, indispensabile per vendere i prodotti nei negozi. Gli altri produttori possono venderlo solo presso le loro aziende agricole, situate spesso in zone scomode, per cui si devono accontentare di smerciare i loro prodotti in paese, rinunciando a una grossa fetta del mercato.
Negli anni novanta dal XX secolo il territorio comunale è stato oggetto di attività legate alla ricerca di giacimenti aurei. Un'azienda australiana, la Sardinian Gold Mining, ottenne l'autorizzazione a effettuare carotaggi per la ricerca del minerale. Ma il permesso venne presto revocato a seguito delle proteste della popolazione locale che si attivò per evitare l'apertura di cave, scongiurando così un possibile disastro ambientale dovuto all'utilizzo di ingenti quantità di cianuro e mercurio necessari per l'estrazione dell'oro. Tali ricerche aurifere hanno avuto luogo anche a Furtei, nella provincia del Sud Sardegna.
Il territorio comunale è molto interessante dal punto di vista geominerario, anche per la presenza di ametista. Nelle vicinanze del paese ci sono delle cave di estrazione abbandonate, mentre è attiva quella della frazione di San Lorenzo, che è l'unica che abbia un valore dal punto di vista economico.

## Infrastrutture e trasporti

### Strade
Il paese è collegato con la strada statale 127 Settentrionale Sarda che in passato rappresentava il principale collegamento col capoluogo. Tra gli anni '90 e il 2018 è stata aperta la strada provinciale dell'Anglona che risulta ora la via più trafficata.

### Ferrovie

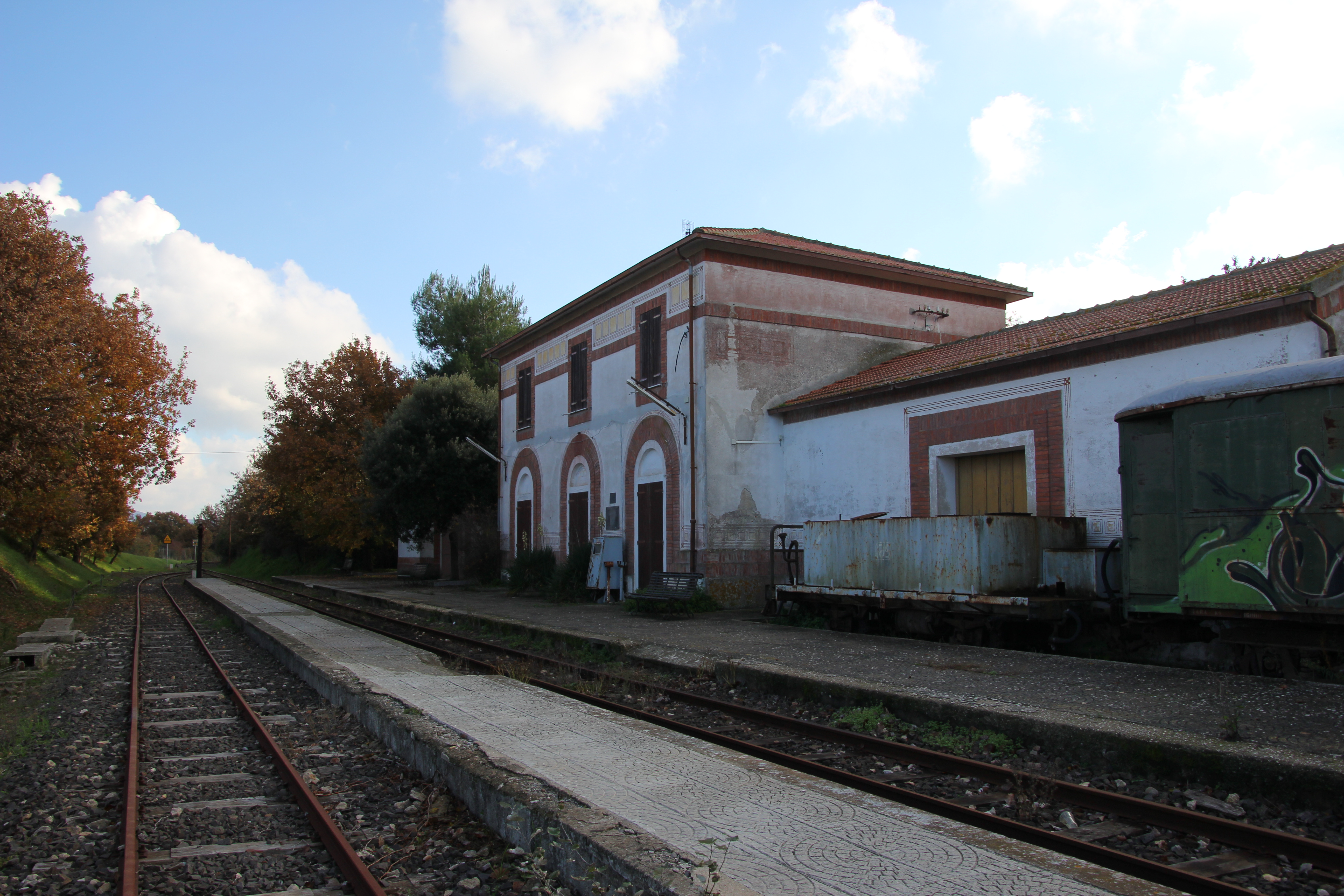
La stazione ferroviaria di Osilo, attiva per il servizio viaggiatori ordinario sino al 2015

Il comune è servito dalla stazione di Osilo, posta lungo la ferrovia Sassari-Tempio-Palau, linea utilizzata in questo tratto sino al 2015 per i servizi di trasporto pubblico e successivamente ad esclusivi fini turistici legati al Trenino Verde.

## Amministrazione
| Periodo         | Periodo         | Primo cittadino              | Partito                          | Carica  | Note   |
| --------------- | --------------- | ---------------------------- | -------------------------------- | ------- | ------ |
| 23 aprile 1995  | 16 aprile 2000  | Carlo Antonio Admeto Torella | liste civiche di centro-sinistra | Sindaco | [ 7 ]  |
| 16 aprile 2000  | 8 maggio 2005   | Paolo Pinna                  | lista civica                     | Sindaco | [ 8 ]  |
| 8 maggio 2005   | 30 maggio 2010  | Giovanni Manca               | lista civica                     | Sindaco | [ 9 ]  |
| 30 maggio 2010  | 31 maggio 2015  | Giovanni Manca               | lista civica "Crescere Insieme"  | Sindaco | [ 10 ] |
| 31 maggio 2015  | 26 ottobre 2020 | Giovanni Ligios              | lista civica "Noi Osilo"         | Sindaco | [ 11 ] |
| 26 ottobre 2020 | in carica       | Giovanni Ligios              | lista civica "Noi Osilo"         | Sindaco | [ 12 ] |

### Gemellaggi
- Narni

## Sport
- Padel e Tennis: Tanti appassionati anche per questi sport di racchetta, che stanno avendo molto successo negli ultimi anni. Grazie all’attività del “Killer Point Padel Club” e all’audacia delle fondatrici.

- Arrampicata o free climbing: il territorio osilese è ricchissimo di siti adatti alle arrampicate su roccia. Citato dai più diffusi siti di arrampicata, il territorio dispone di più di 30 vie, di difficoltà compresa tra 6a e 7b, con altezze fino a 30 metri su pareti calcaree, spesso a strapiombo.
- Mountain bike: il territorio di Osilo ha le vette più alte della zona. In provincia di Sassari solo Pattada lo supera in altezza. Questo particolare profilo orografico, la ricchezza di mulattiere e di strade tortuose di montagna attira un gran numero di ciclisti, spesso provenienti dal vicino capoluogo, che scalano le salite che portano al paese. Nel 2011 si è costituita l'associazione "ASCD Che Alcia 'E Balla O.S.I.L.O." che promuove le attività sportive e culturali legate a questo sport.
- Calcio: nel 1966 fu fondata la squadra "A.S.D. Polisportiva Malaspina" (comunemente chiamata Malaspina) che attualmente milita nella Prima Categoria Sarda girone D ; i colori sociali della Malaspina sono il bianco e il blu.
- Pallavolo: È molto praticata la Pallavolo sia maschile che femminile. La squadra locale "Spring Volley" milita attualmente nel campionato di Serie D.